# Madhuca neriifolia
Madhuca neriifolia là một loài thực vật có hoa trong họ Hồng xiêm. Loài này được (Moon) H.J.Lam mô tả khoa học đầu tiên năm 1925.

## Hình ảnh

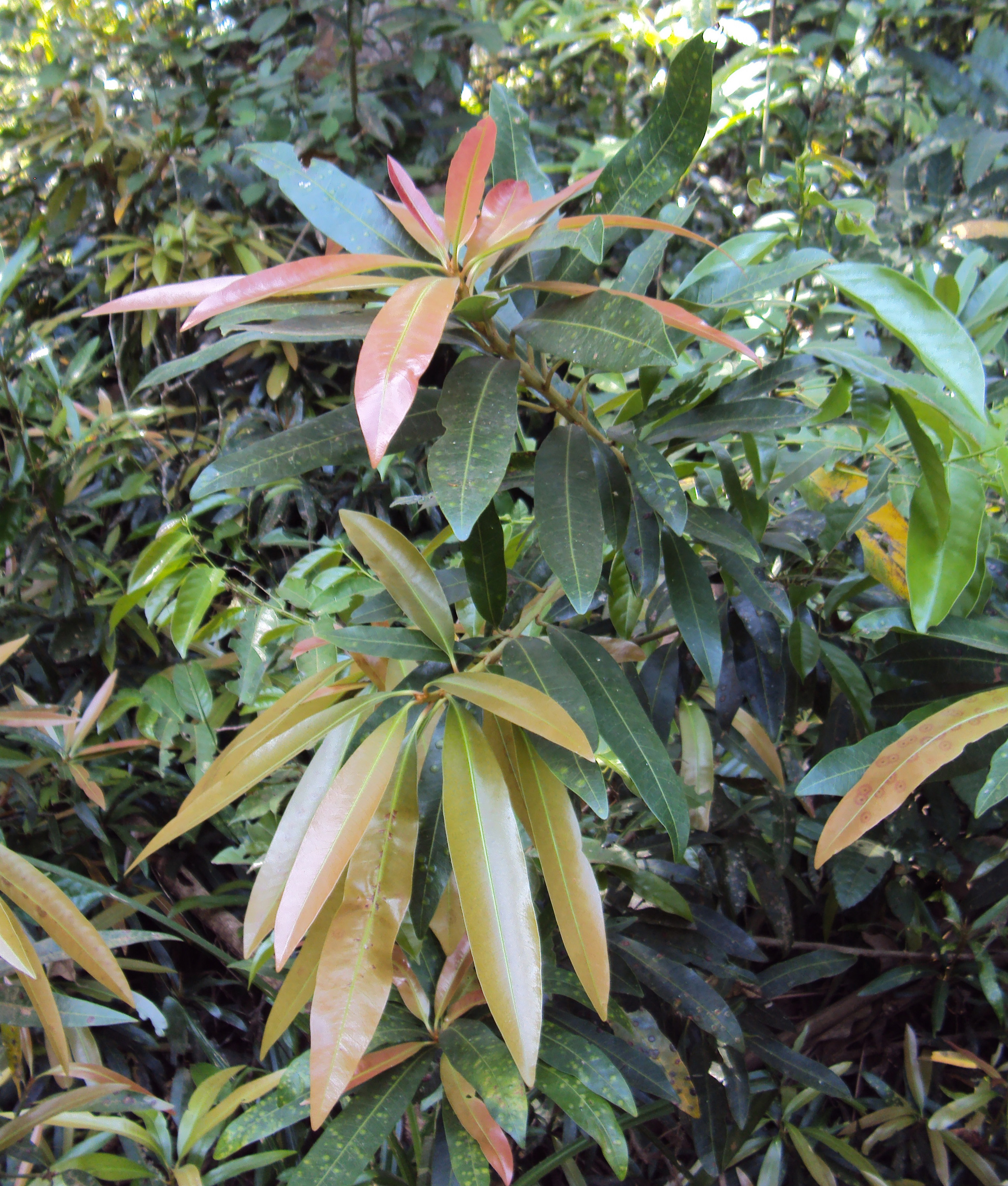
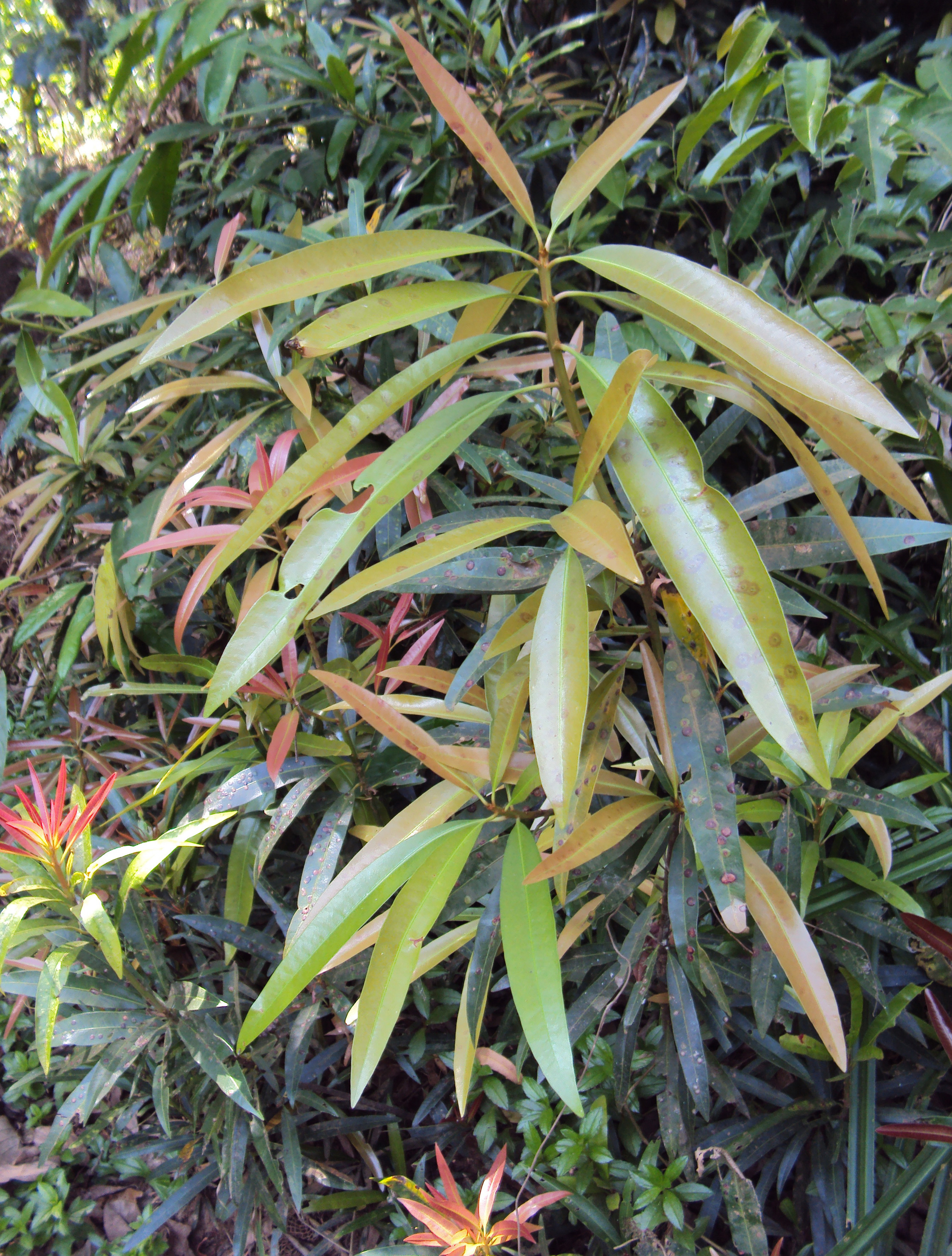
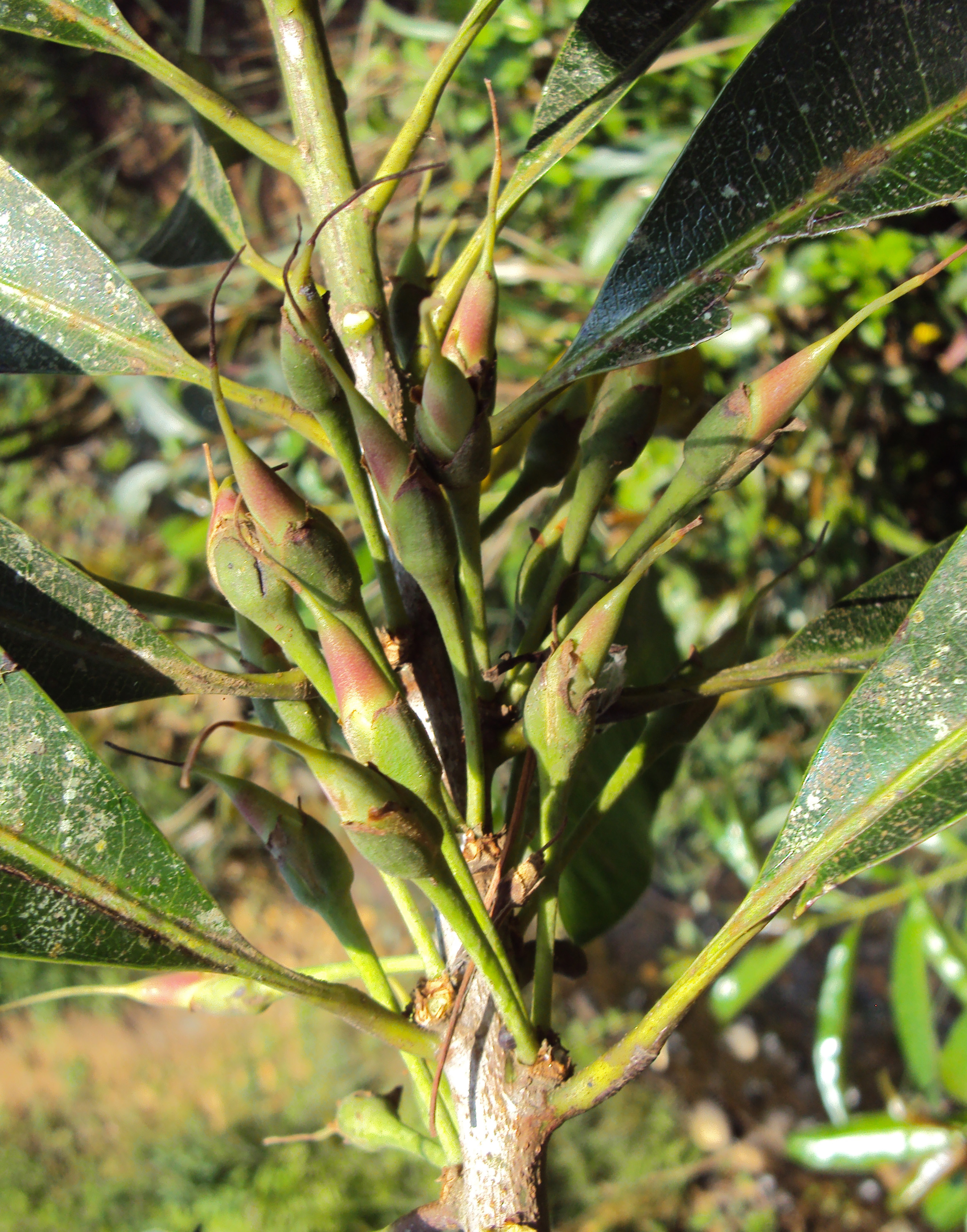
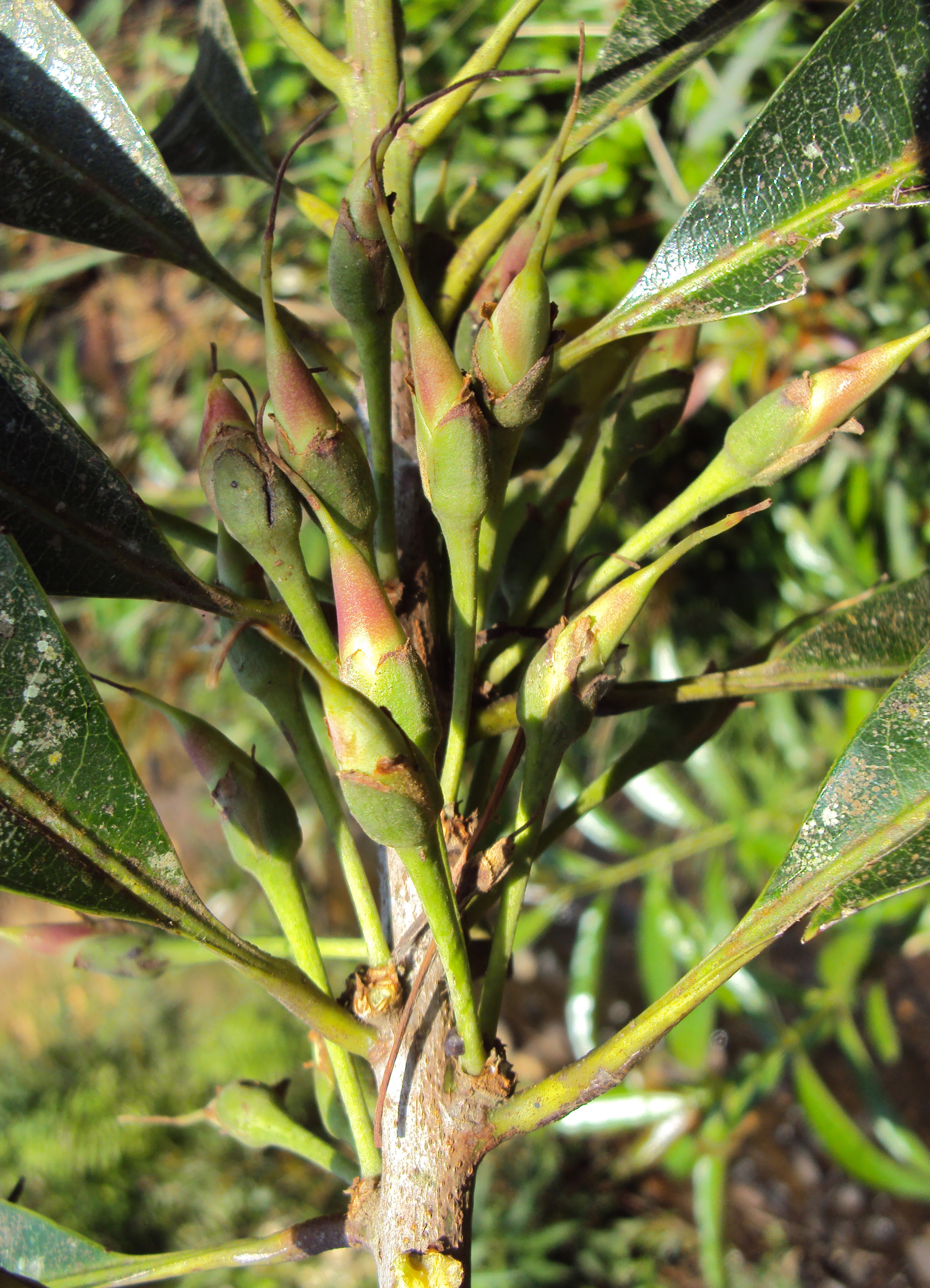